# Elm City
Elm City é uma cidade  localizada no estado norte-americano de Carolina do Norte, no Condado de Wilson.

## Demografia
Segundo o censo norte-americano de 2000, a sua população era de 1165 habitantes.
Em 2006, foi estimada uma população de 1380, um aumento de 215 (18.5%).

## Geografia
De acordo com o United States Census Bureau tem uma área de
1,9 km², dos quais 1,9 km² cobertos por terra e 0,0 km² cobertos por água. Elm City localiza-se a aproximadamente 36 m acima do nível do mar.

## Localidades na vizinhança
O diagrama seguinte representa as localidades num raio de 20 km ao redor de Elm City.